# Bergantino (oficial)

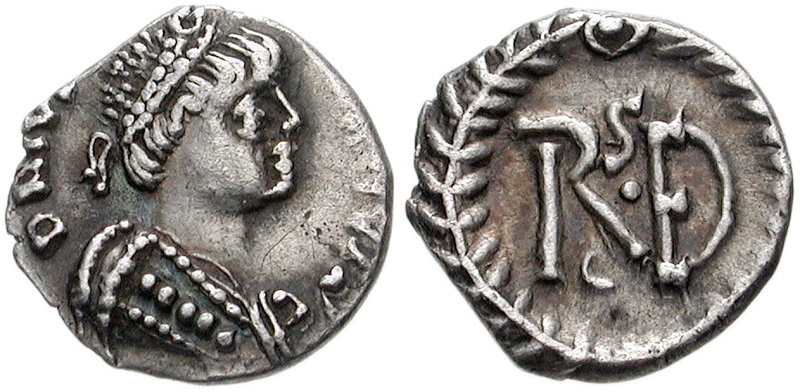
1/4 de síliqua de Vitige r.

Bergantino (em latim: Bergantinus) foi um aristocrata romano do século VI, ativo no Reino Ostrogótico. Um homem ilustre segundo uma carta de Cassiodoro endereçada a ele, apareceu pela primeira vez em 527, quando tornou-se conde dos patrimônios sob o rei Atalarico (r. 526–534). Em 536, no contexto da Guerra Gótica com o Império Bizantino, esteve entre os senadores levados reféns pelo rei Vitige (r. 536–540) de Roma a Ravena e também entre os poucos que conseguiram fugir antes do massacre deles ocorrido na primavera de 537; sabe-se que ele e Reparato conseguiram fugir à Ligúria.
Em 537-538, tornar-se-ia líder da resistência aos ostrogodos na Ligúria e foi citado numa carta do rei franco Teodeberto I (r. 533–548) de 538 endereçada ao imperador Justiniano (r. 527–565) como patrício. Segundo Procópio de Cesareia, esteve em Mediolano (atual Milão) durante o cerco gótico de junho de 538 e março de 539 e conseguiu escapar com seus apoiantes quando a cidade foi tomada. Dali, escapou pela Venécia rumo a Dalmácia e então à capital imperial de Constantinopla, onde relatou ao imperador as notícias da conquista da cidade.